# Лизнявський заказник
Лизня́вський зака́зник — загальнозоологічний заказник місцевого значення в Україні. Об'єкт природно-заповідного фонду Хмельницької області. 
Розташований у межах Шепетівського району Хмельницької області, на північ і північний захід від села Сторониче. 
Площа 422 га. Статус присвоєно згідно з рішенням облвиконкому від 26.10.1990 року № 194. Перебуває у віданні ДП «Шепетівський лісгосп» (Романівське л-во, кв. 37–40). 
Статус присвоєно для збереження частини лісового масиву, у деревостані якого  переважають насадження дуба, берези, осика, у домішку — ялина. На перезволожених ділянках (долина річки Лизнівка) — вільха. 